# Палестин (Тексас)
Палестин (енгл. Palestine) град је у америчкој савезној држави Тексас. Налази се у округу Андерсон, чије је седиште. По попису становништва из 2010. у њему је живело 18.712 становника.

## Демографија
Према попису становништва из 2010. у граду је живело 18.712 становника, што је 1.114 (6,3%) становника више него 2000. године.
| Група             | 2000.          | 2010.         |
| Белци             | 10.292 (58,5%) | 9.780 (52,3%) |
| Афроамериканци    | 4.359 (24,8%)  | 4.357 (23,3%) |
| Азијати           | 139 (0,8%)     | 166 (0,9%)    |
| Хиспаноамериканци | 2.619 (14,9%)  | 4.101 (21,9%) |
| Укупно            | 17.598         | 18.712        |